# Tomasz Ciach
Tomasz Adam Ciach (ur. 22 września 1965 w Rykach) – polski inżynier chemik, nanotechnolog, biolog. Profesor nauk inżynieryjno–technicznych. Kierownik Zakładu Biotechnologii i Inżynierii Bioprocesowej Wydziału Inżynierii Chemicznej i Procesowej Politechniki Warszawskiej. Założyciel Laboratorium Inżynierii Biomedycznej. Założyciel firm NanoVelos, NanoThea i NanoSanguis.

## Życiorys
Absolwent Wydziału Inżynierii Chemicznej i Procesowej Politechniki Warszawskiej, na którym studiował w latach 1985–1991, gdzie uzyskał stopień magistra, doktora 1996 i doktora habilitowanego 2010. Od 2011 zatrudniony na stanowisku profesora nadzwyczajnego, a od 2019 profesora zwyczajnego.
Studiował również na Wydziale Biologii Uniwersytetu Warszawskiego w latach 1987–1992. 28 listopada 2019 uzyskał tytuł profesora nauk inżynieryjno–technicznych.
W początkowym okresie pracy naukowej zajmował się metodami otrzymywania włókien oraz badaniami nad aerozolami i ich filtracją, czego odzwierciedleniem jest praca magisterska pt. Elektrostatycznego przędzenia włókien i praca doktorska pt. Otrzymywania elektretowych filtrów włókninowych. Podczas kilkuletniego pobytu w Holandii zajmował się systemami podawania leków oraz inżynierią biomedyczną. Po powrocie do Polski utworzył Laboratorium Inżynierii Biomedycznej na Wydziale Inżynierii Chemicznej i Procesowej Politechniki Warszawskiej, które zajmuje się zagadnieniami inżynierii biomedycznej i zaawansowanymi systemami podawania leków, w tym nanotechnologią. Efektem prac laboratorium jest produkcja stentów wieńcowych wydzielających leki oraz cewników moczowych o wysokiej biozgodności, a także liczne publikacje i patenty. Obecnie pracuje nad pokryciami przeciwzakrzepowymi do protez serca i naczyń krwionośnych, nanocząstkami do terapii celowanej nowotworów oraz implantami z komórkami macierzystymi.
Członek rad redakcyjnych czasopism:
- Journal of Drug Delivery Science and Technology
- Challenges of Modern Technology
- Journal of Biomaterials Applications

Wskaźniki naukometryczne wg Web of Science (2021): wskaźnik Hirscha = 19, liczba cytowań – 900.

## Wyróżnienia i nagrody
- Praca doktorska obroniona z wyróżnieniem.
- Złoty medal na Międzynarodowej Wystawie Wynalazków Eureka’98 w Brukseli.
- Nagroda specjalna Stowarzyszenia Wynalazców Węgierskich Genius (1998).
- Nagroda Rektora Politechniki Warszawskiej za osiągnięcia naukowe (1999).
- Nagroda Rektora Politechniki Politechniki Warszawskiej za osiągnięcia naukowe (2002).
- Nagroda zespołowa NOT II stopnia, Mistrz Techniki, Warszawa (2002).
- Nagroda Rektora Politechniki Warszawskiej I stopnia za osiągnięcia naukowe (2011).
- Złoty medal im. Tadeusza Sendzimira przyznawany przez Stowarzyszenie Polskich Wynalazców i Racjonalizatorów (2015).
- Odznaka honorowa Za zasługi dla wynalazczości (2019)[3].
- Srebrny Krzyż Zasługi (2022)[4]

## Działalność inżynierska
- Zaprojektowanie i wykonanie kilkudziesięciu urządzeń kontrolno-pomiarowych i badawczych stosowanych przemyśle, medycynie i nauce.
- Zaprojektowana i wdrożona procedura kontroli jakości wody w firmie Procter & Gamble Polska, 1993.
- Zaprojektowana i uruchomiona instalacja do produkcji filtrów do wody.
- 1993-1995 konsultant w firmie Procter & Gamble Polska.
- Konsultant naukowy w firmie DSM Netherlads, Zwole.

## Patenty
Łącznie przyznanych patentów: 12 oraz 8 polskich zgłoszeń patentowych.
- Gradoń, L., Ciach, T., Podgórski A., Lang, L., Mazurkiewicz, S., Bodasiński, J., Grzybowski, P.: Sposób wytwarzania elektretowych materiałów filtracyjnych. Patent RP nr PL 172119 B1 1997.
- Gradoń, L., Mazurkiewicz, S., Lang, L., Bodasiński, J., Ciach, T., Podgórski, A., Grzybowski, P.: Sposób wytwarzania rurowych włókninowych struktur filtracyjnych. Patent RP nr 172113 B1 1997
- Gradoń L., Ciach T., Bodasiński J.: Urządzenie do wytwarzania wysokosprawnych materiałów filtracyjnych, Patent RP nr 166754 B1 1991.
- Gradoń L., Ciach T., at all.: Głowica do otrzymywania naładowanych elektrycznie włókien polimerowych, Patent RP nr 172933 B1 1997.
- Ciach T., Szulc A.: Uszczelnienie protez naczyń krwionośnych, P-392325 2010.
- Ciach T., Butruk B.: Sposób otrzymywania wyrobów polimerowych pokrytych warstwą innego polimeru, P-392324 2010.
- Ciach T., Deszczyński J., Nagraba Ł.: Biodegradowalny gwóźdź śródszpikowy 2010.
- Lewandowska-Szumiel M., Słomkowski P., Ciach T.: Produkt inżynierii tkankowej do regeneracji kości 2010.
- Ciach T., Kucharska M., Kowalczyk M., Bojar W.: Biodegradowalny implant kostny, zgłoszenie P-395212, 2011.
- Ciach T., Wasiak I.: Nanocząstki do terapii i diagnostyki nowotworów.

## Projekty badawcze prowadzone w roku 2013
- Inicjatywa Międzynarodowa COST, delegat krajowy – otrzymywanie sztucznych struktur mięśniowych.
- Inicjatywa Międzynarodowa COST, delegat krajowy – biologiczne systemy adhezyjne.
- Projekt Europejski EraNet, ArtiCart – system opatrunkowy do regeneracji chrząstki stawowej.
- Projekt Europejski EuroNanoMed, FonDiag – nanocząstki do diagnostyki nowotworów jelit i przełyku.

## Wybrane publikacje
- T. Ciach, Application of electro-hydro-dynamic atomization in drug delivery, „Journal of Drug Delivery Science and Technology”, 17 (6), 2007, s. 367–375, DOI: 10.1016/S1773-2247(07)50076-6 [dostęp 2021-02-23] (ang.).
- Oliver A. Scholz i inni, Drug delivery from the oral cavity: focus on a novel mechatronic delivery device, „Drug Discovery Today”, 13 (5-6), 2008, s. 247–253, DOI: 10.1016/j.drudis.2007.10.018 [dostęp 2021-02-23] (ang.).
- Tomasz Ciach, Aleksandra Moscicka-Studzinska, Buccal iontophoresis: an opportunity for drug delivery and metabolite monitoring, „Drug Discovery Today”, 16 (7-8), 2011, s. 361–366, DOI: 10.1016/j.drudis.2011.01.012 [dostęp 2021-02-23] (ang.).
- Tomasz Ciach, Aleksandra Moscicka-Studzinska, Advanced Trans-Epithelial Drug Delivery Devices, „Current Pharmaceutical Biotechnology”, 12 (11), 2011, s. 1752–1759, DOI: 10.2174/138920111798376978 [dostęp 2021-02-23] (ang.).
- Inam Ul Ahad i inni, Surface modification of polymers for biocompatibility via exposure to extreme ultraviolet radiation: Surface Modification of Polymers for Biocompatibility, „Journal of Biomedical Materials Research Part A”, 102 (9), 2014, s. 3298–3310, DOI: 10.1002/jbm.a.34958 [dostęp 2021-02-23] (ang.).